# DPL1

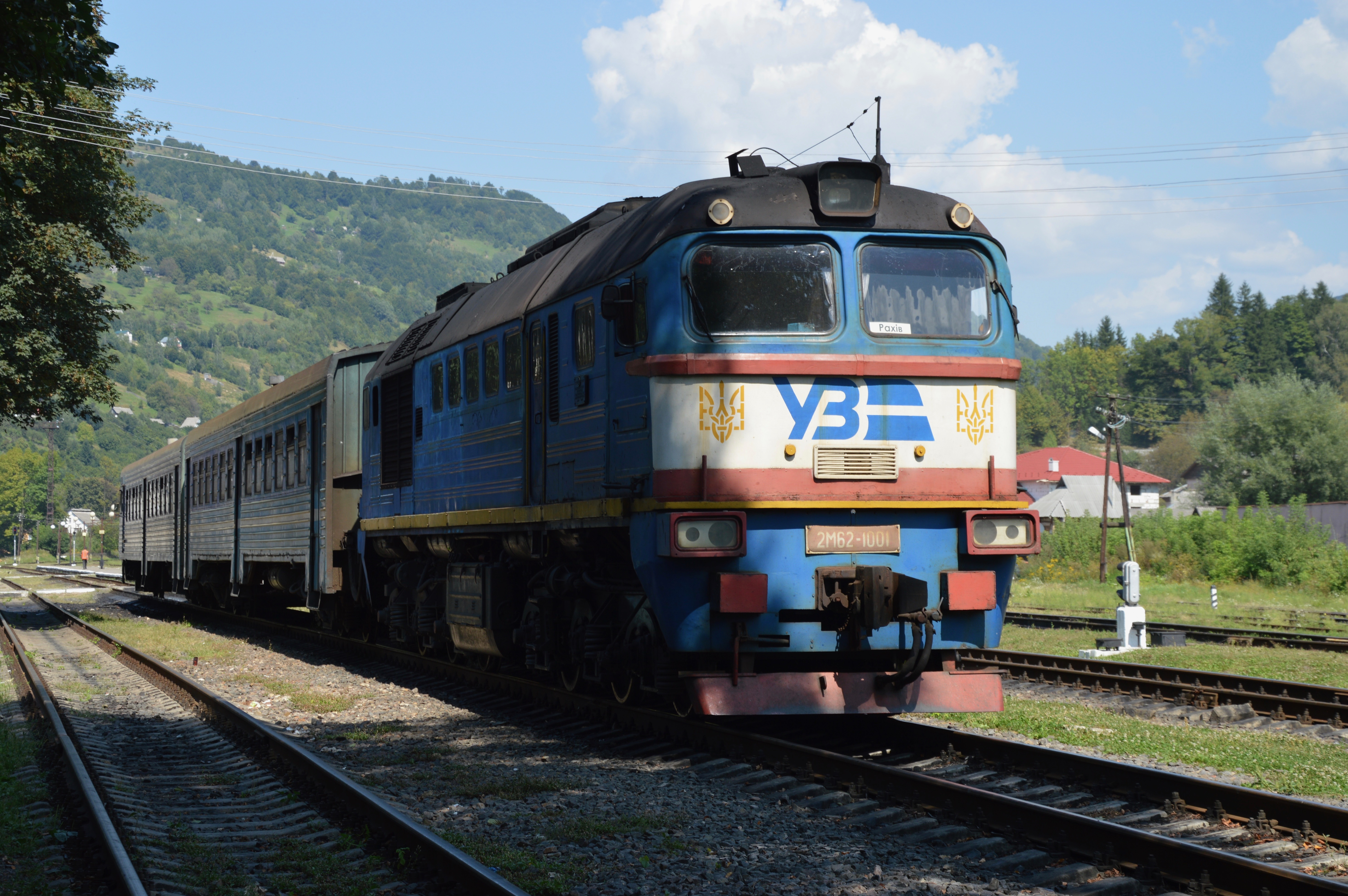
A DPL1-006 motorvonat Rahó vasútállomáson

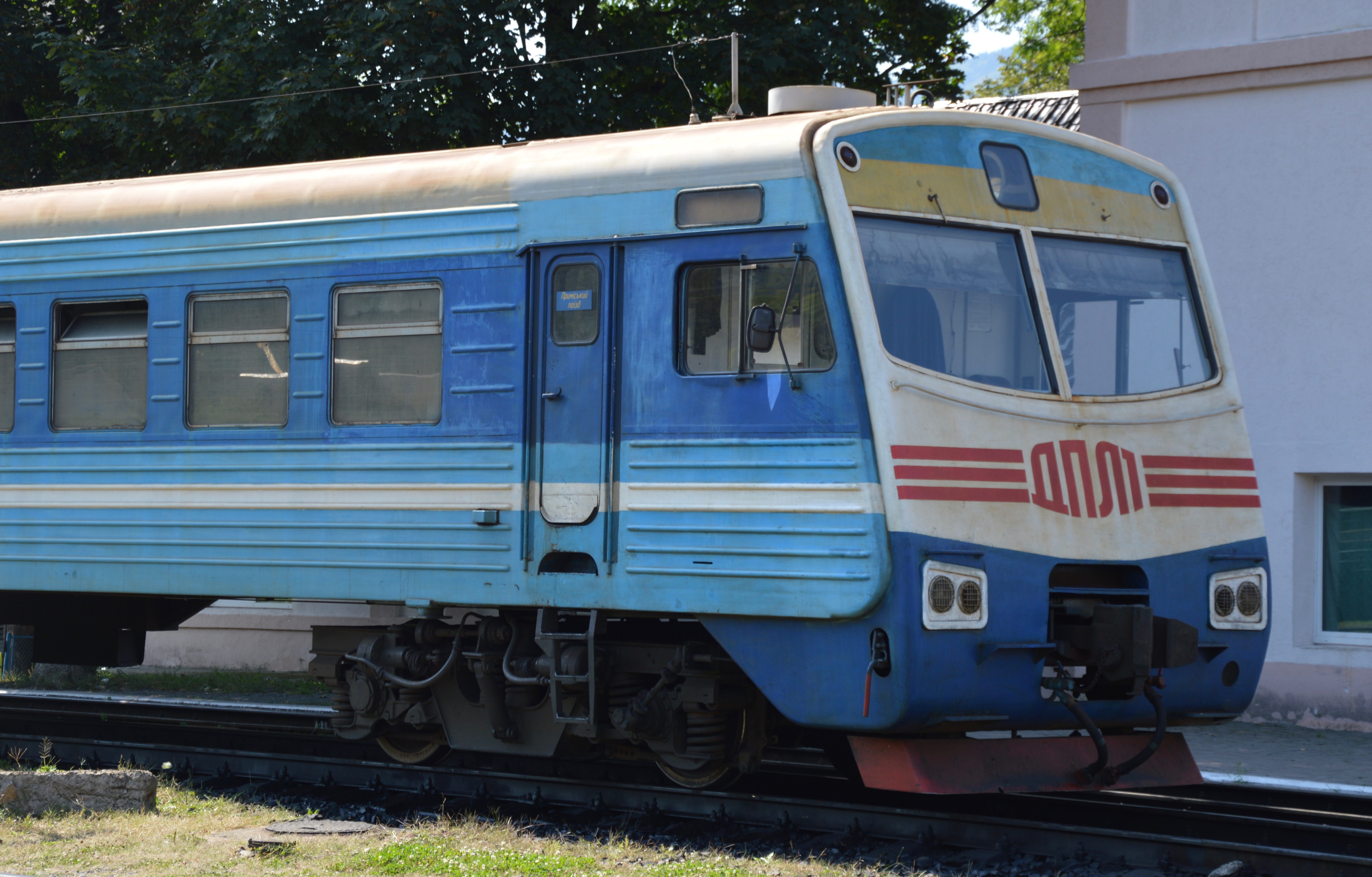
A DPL1 vezetőállása a vezérlőkocsiban

A DPL1 (ukránul: ДПЛ1 – Дизель-Поїзд Луганський, 1-й тип; magyar átírásban: Dizel-Pojizd Luhanszkij, persij tip; magyarul: Luhanszki dízel-motorvonat, 1-es típus) ukrán dízel-motorvonat, amelyet kis példányszámban a Luhaszkteplovoz cég gyártott 2001–2002 között. Összesen hat egység készült ebből a típusból. A járműveket az Ukrán Vasutak elővárosi vonatként használja a nem villamosított 1520 mm-es nyomtávolságú vonalain.

## Története és jellemzői
A Szovjetunió felbomlása utáni időszakban Ukrajna nem villamosított vasútvonalain az elővárosi forgalmat erősen elöregedő járműpark szolgálta ki. Ezt főleg a Rigai Vagongyár DR1-es dízelmotorvonatai, és a Ganz-MÁVAG-nak még az 1960-as évektől gyártott D1-es motorvonatai alkották. A járműhiány csökkentésére többféle ideiglenes megoldást dolgoztak ki. Ezek egyike volt a luhanszki Luhanszkteplovoz DPL1-es dízelmotorvonata, amelyhez az EPL2T és EPL9T villamos motorvonatok kocsijait használták fel, vontatóegységként pedig a 2M62 és 2M62U kétszeckiós dízel-villamos mozdony egyik mozdonyszekcióját használták fel. (Hasonló elvek alapján készítette el az 1990-es évek végén a Gyemihovói Gépgyár motorvonat-kocsikból és dízelmozdonyból a DDB1 dízelmotorvonatot.)
A motorvonat jellemzően egy 1471 kW (2000LE) teljesítményű 2M62 mozdonyszekcióból, 2–3 köztes kocsiból és egy vezetőállással ellátorr vezérlőkocsiból áll. A köztes kocsiknak oldalanként 3-3, a vezérlőkocsinak oldalanként 2-2 utasajtaja van. Mind a mozdony, mind a kocsik elektropneumatikus fékrendszerrel rendelkeznek.
2001 és 2002 között hat motorvonatot gyártott a Luhanszkteplovoz. Ezek folyamatosan álltak üzembe a Lvivi Vasútnál. Állomáshelyeik a kolomijai és a zdolubnyivi fűtőház. Korábban a koveli fűtőházhoz is tartozott két vonat, később ezek is átkerültek a zdolubnyivi fűtőházhoz. A motorvonatok pályaszáma DPL1-001-től DPL1-006-ig terjed.
Később a Luhanszkteplovoz DPL2 típusjelzéssel készítette egy hasonló sorozatot, de ott vontató egységként a 2TE116 dízel-villamos mozdony egy mozdonyszekcióját használták.